# Akademie am Dom
Die Akademie am Dom – Katholische Akademie Wien ist ein Erwachsenenbildungsangebot der Theologischen Kurse der Erzdiözese Wien und steht in der Tradition der von dem Kardinal Theodor Innitzer 1945 gegründeten Wiener Katholischen Akademie.

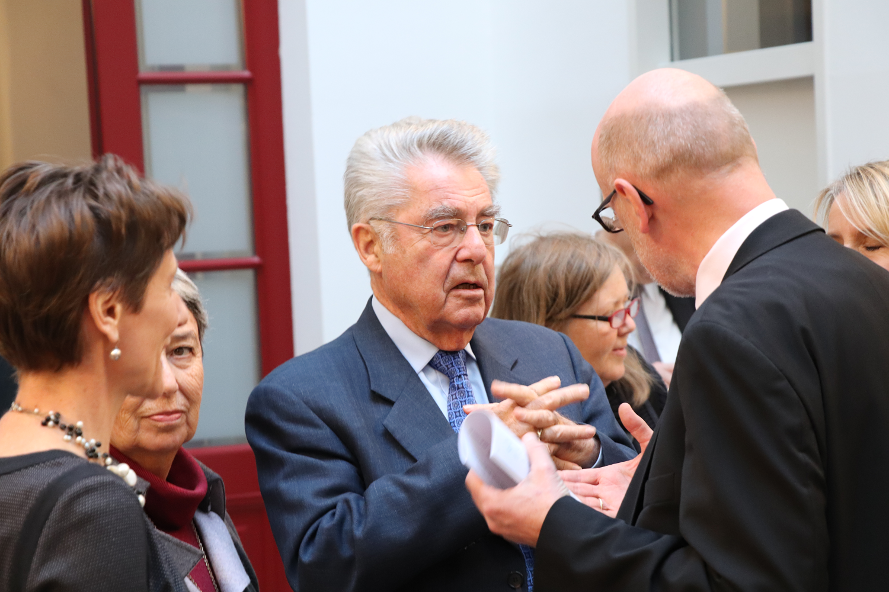
Altbundespräsident Heinz Fischer mit seiner Frau Margit Fischer im Gespräch mit Leiter der Akademie Erhard Lesacher und Programmleiterin Ingrid Fischer bei der Eröffnung der Akademie am 6. Oktober 2017.

## Geschichte

### Leogesellschaft
Am 28. Jänner 1892 wurde in Wien die Leogesellschaft konstituiert, die einen Verband für alle christlichen Gelehrten Österreich schaffen sollte. Bereits im Jahr 1901 umfasste sie 2661 Mitglieder und kooperierte eng mit der Deutschen Görresgesellschaft und der Akademie der Wissenschaften in Krakau. Die Struktur der Leogesellschaft umfasste unterschiedliche Sektionen: für Geschichte, für Gesellschaftswissenschaften, für Rechtswissenschaften, für Philosophie, für Sprache und Literatur (ab 1894 umbenannt: für Literatur und Kunst; ab 1901 zwei: für Literatur und für bildende Kunst), für Pädagogik, für Naturwissenschaften. Neben den Jahresberichten wurde auch die Zeitschrift „Die Kultur. Zeitschrift für Wissenschaft, Literatur und Kunst“, außerdem „Allgemeines Literaturblatt“ und „Theologische Studien“ sowie andere Serienwerke und kleinere Schriften herausgegeben. Ende der 1990er Jahre wurden die Vortragskurse, später der pädagogisch-katechetische Kurs und ein Homiletischer Kurs gestartet. Im Zuge interner Streitigkeiten sowie der finanziellen Krise nach 1918 wurden die Tätigkeiten der Leogesellschaft sehr eingeschränkt. Nach dem Ersten Weltkrieg konnte sich die Leogesellschaft weiterentwickeln und im Sommer 1930 wurde sie ins Curhaus am Stephansplatz verlegt. Nach dem Überfall der Hitlerjugend auf das Erzbischöfliche Palais am 8. Oktober 1938 wurde die Tätigkeit aller katholischen Organisationen unterbunden. Mit dem Beschluss des Wiener Magistrates wurde die Leogesellschaft am 7. März 1939 aufgelöst.

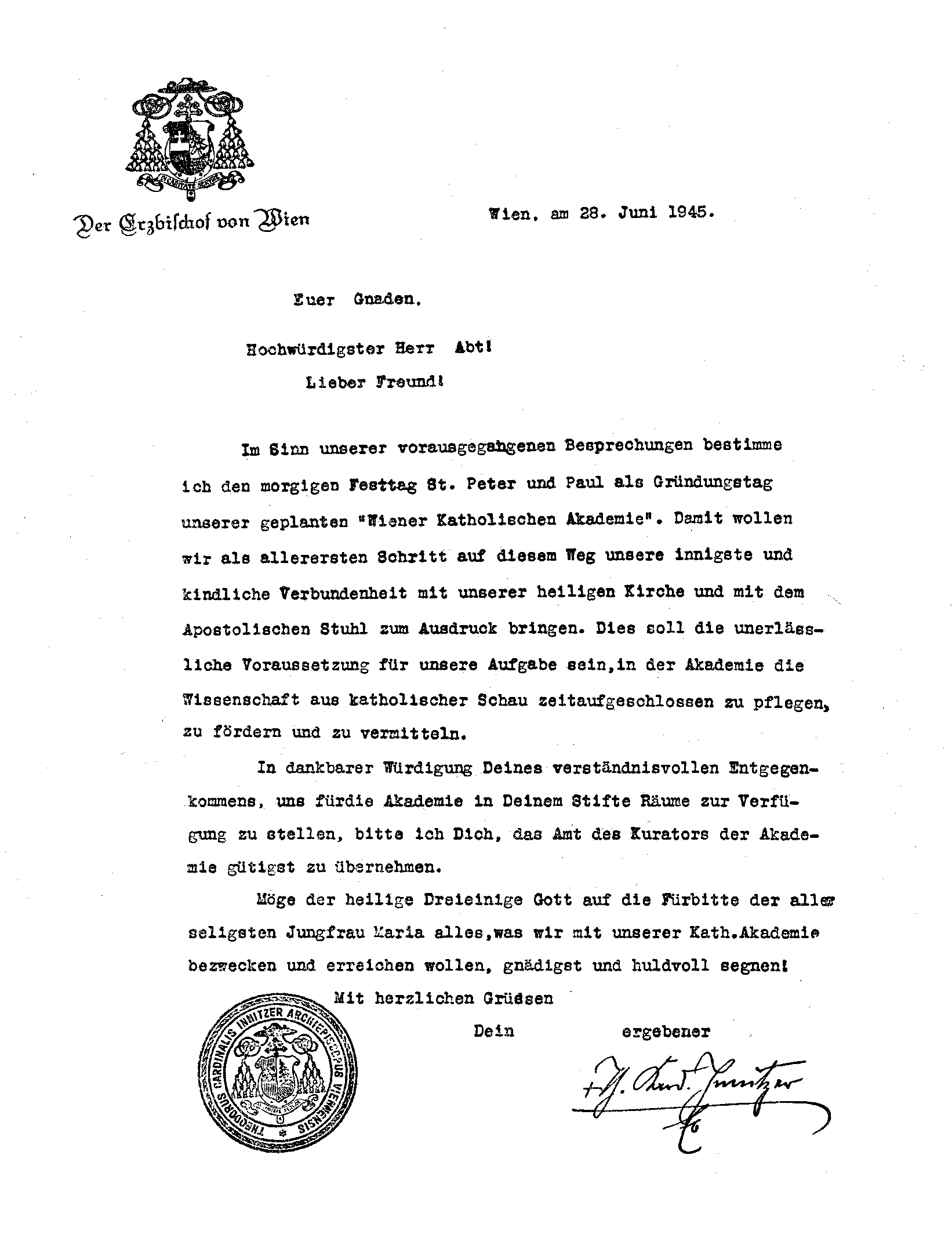
Das Schreiben von Kardinal Innitzer an Peichl, in welchem der Gründungstag der Wiener Katholischen Akademie bestimmt und Peichs gebeten wird, das Amt des Kurators der Akademie zu übernehmen.

### Wiener Katholische Akademie
Drei Jahre zuvor, am 13. Oktober 1936, hatte Theodor Innitzer eine „Katholische Akademie“ eröffnet, die neben der Leo-Gesellschaft als Lehr- und Bildungsinstitution dienen sollte. Während die Leo-Gesellschaft sich auf die Forschung konzentrierte, fungierte die Akademie in erster Linie als eine katholische Volkshochschule und als Bildungswerk. Die Veranstaltungen der Akademie fanden in den Räumlichkeiten des Schottenstiftes statt, die dessen Abt Hermann Peichl zur Verfügung stellte. Die Arbeit der Akademie wurde ebenfalls im Jahr 1938 beendet. Die Aufgaben wurden vom Wiener Erzbischöflichen Seelsorgeinstitut, dem Katechetischen und dem Missiologischen Institut sowie vor allem vor den Theologischen Kursen (damals „Laienjahr“) übernommen.
Nach dem Zweiten Weltkrieg wurde der Plan von Innitzer verwirklicht, eine Wiener Katholische Akademie zu gründen, die eine doppelte Aufgabe hatte: zum einen als Forschungsinstitution, zum anderen als Bildungsstätte. Sie sollte sowohl die katholische Weltanschauung pflegen als auch die katholischen Gebildeten mit Profanwissenschaften vertraut machen. Die Akademie wurde am 29. Juni 1945 gegründet und ihre Veranstaltungen im Schottenstift durchgeführt. Am 8. Oktober 1945 feierlich eröffnet, hat sie in den kommenden Jahren ihre Arbeit in Rahmen von Vorlesungen, Kursen, Vorträgen und Tagungen geleistet, die nach inhaltlichen Semester-Schwerpunkten organisiert waren. Thematisch kreisten die Themen um Theologie, Philosophie, Psychologie, Geschichte, Kunst- und Literaturwissenschaften, Rechtswissenschaften und Sozialwissenschaften. Die Forschungsarbeit der Akademie publizierte man in Broschüren, Kleinschriften, im Jahrbuch, in der Zeitschrift der Akademie „Mitteilungen der Wiener Katholischen Akademie“ sowie der Forschungsreihe „Austria Sacra“.
Die Akademie führte ihre Arbeit bis Mitte der 1980er Jahre fort, zuletzt jedoch unter starken personellen, finanziellen und organisatorischen Schwierigkeiten. 1992 machte sich der damalige Weihbischof Christoph Schönborn ihr Fortbestehen zum Anliegen, ihre Tätigkeit fand allerdings in einem kleineren und bescheidenen Ausmaß als bisher statt.

## Akademie am Dom
Am 19. Mai 2017 erhielt die Wiener Katholische Akademie eine neue Gestalt als „Akademie am Dom – Katholische Akademie Wien“ der Theologischen Kurse. Ihr neuer Standort ist das Curhaus am Stephansplatz 3.
Am 6. Oktober 2017 wurde die Akademie am Dom von Kardinal Christoph Schönborn im Beisein von Altbundespräsident Heinz Fischer eröffnet. Das Programm der Akademie richtet sich nicht nur an Gläubige, sondern an alle Personen, die an kirchlichen und gesellschaftlichen Diskursen interessiert sind. Das Programm der Akademie bietet Vorträge, Symposien und Gespräche unter einem jährlich wechselnden Thema. Die Veranstaltungen sind interdisziplinär ausgerichtet. Neue Akzente werden mit den Schwerpunkten „Kunst & Kultur“ sowie „u35: Junge Akademie“ für junge Erwachsene gesetzt.
Nach Ablauf der ersten Periode (2019–2024) ernannte Kardinal Christoph Schönborn den wissenschaftlichen Beirat der AKADEMIE am DOM, der die inhaltliche Ausrichtung, die Einbettung in die wissenschaftlichen Diskurse und die Verortung aktueller Fragestellungen unterstützen soll, für weitere fünf Jahre in teils neuer Besetzung: Neben Altbundespräsident Heinz Fischer und Franz Fischler, dem Astrophysiker Franz Kerschbaum, dem Geschäftsführer der Bundestheater-Holding Christian Kircher sowie aus der Theologe Paul Zulehner und Susanne Heine u. a. gehören dem Beirat erstmals die Medien- und Digitalisierungsexpertin Ingrid Brodnig, die Nahost-Expertin Gudrun Harrer die muslimische Philosophin Amani Abuzahra, der Judaist und Kurator des Jüdischen Museums Domagoi Akrap, die Sozialethikerin Claudia Paganini sowie die Ökumene-Expertin Viola Raheb an.
Ausgewählte Vorträge in der AKADEMIE am DOM werden auf Youtube oder als Podcast veröffentlicht.